# Eric Martsolf
Eric Martsolf es un actor, modelo y cantante estadounidense, principalmente conocido por haber interpretado a Ethan Winthrop en la serie Passions y por dar vida a Brady Black en la serie Days of Our Lives.

## Biografía
Eric tiene una licenciatura en ciencias políticas en "Dickinson College".
El 10 de octubre de 2003 se casó con la actriz Lisa Kouchak, con quien tiene dos hijos gemelos, Mason Alan y Chase Evan Martsolf (7 de abril de 2006).

## Carrera
Eric cantó en un crucero hawaiano durante un año y ha modelado para más de 50 diseñadores, empresas y negocios. Fue cantante y bailarín en Hersheypark en Hershey, Pensilvania durante cuatro años, también actuó en Dollywood en Pigeon Forge, Tennessee.
Fue locutor de la estación de radio "WDCV 88.3 FM". 
Ha trabajado como subdirector y artista invitado para el "Children's Theatre Experience".
El 8 de julio de 2002 se unió al reparto de la serie Passions, donde interpretaba al abogado Ethan Winthrop hasta el 7 de agosto de 2008. En 2007 lanzó su álbum Eric Martsolf, conformado por canciones como Never Be, Hold On To Me (The Moment to Start), When Love Calls Your Name, For A Lifetime y Liar. En 2008 apareció como invitado en la popular serie NCIS, donde interpretó a Paul Harris durante el séptimo episodio de la sexta temporada. Ese mismo año se unió al elenco principal de la exitosa serie Days of Our Lives, donde interpretó a Brady Black hasta ahora.
En 2011 apareció como invitado en un episodio de la serie Smallville, donde interpretó al superhéroe Michael Jon Carter, más conocido como "Booster Gold". En 2014 apareció como invitado en la serie The Bay, donde dio vida a Lee Nelson de joven hasta 2015. Ese mismo año, junto con la actriz Jen Lilley, lanzaron el sencillo "Baby It's Cold Outside". Ese mismo año apareció en la primera temporada de la serie Extant, donde interpretó a B.E.N.

## Filmografía

### Series de televisión
| Año             | Título             | Personaje                | Notas                          |
| --------------- | ------------------ | ------------------------ | ------------------------------ |
| 2008 - presente | Days of Our Lives  | Brady Black              | 1,299 episodios                |
| 2014 - 2015     | The Bay            | Lee Nelson (de joven)    | 4 episodios                    |
| 2014            | Extant             | B.E.N.                   | 6 episodios                    |
| 2014            | The Other Hef      | Cello                    | 5 episodios                    |
| 2014            | Rizzoli & Isles    | Brad Oskoff              | episodio "The Best Laid Plans" |
| 2011 - 2012     | Acting Dead        | Asistente de Laboratorio | 2 episodios                    |
| 2011 - 2012     | Venice: The Series | -                        | 12 episodios                   |
| 2010 - 2012     | Miss Behave        | Marcus Dunne             | 3 episodios                    |
| 2011            | Smallville         | Booster Gold             | episodio "Booster"             |
| 2008            | NCIS               | Paul Harris              | episodio "Collateral Damage"   |
| 2002 - 2008     | Passions           | Ethan Winthrop           | 766 episodios                  |

### Películas
| Año  | Título       | Personaje    | Notas |
| ---- | ------------ | ------------ | --- |
| 2017 | To The Beat! | Michael      | junto a Jake Brennan, Chase Austin, Martha Madison, Lilly Melgar, Trevor Larcom y Jaheem Toombs                        |
| 2009 | Four Steps   | Clive        | junto a Erin Cardillo, Concetta Tomei, Jenny Shimizu, Gregory Zarian y Thea Gill                                       |
| 2003 | Spanish Fly  | Brick Hauser | junto a David Shackelford, Will Wallace, Judy Geeson, Anthony Crivello, Carlos Alazraqui, Robert Merrill y Joe Estevez |
| 2001 | The Cheater  | Brad         | junto a Anne Welles, David Shackelford, Kathy Christopherson, Kimberly Ponsot y Tess Hunt                              |

### Teatro
| Año | Obra       | Personaje | Notas |
| --- | ---------- | --------- | ----- |
| -   | Li'l Abner | Abner     | -     |

### Apariciones
| Año         | Programa                      | Notas                |
| ----------- | ----------------------------- | -------------------- |
| 2014        | Going to Bed with Terri Ivens | -                    |
| 2010 - 2011 | ACME Hollywood Dream Role     | 2 episodios          |
| 2010        | ACME Saturday Night           | presentador invitado |

## Premios y nominaciones
| Año  | Categoría                                      | Premio                  | Series            | Resultado |
| ---- | ---------------------------------------------- | ----------------------- | ----------------- | --------- |
| 2016 | Best Guest Actor - Drama                       | ISA Award               | The Bay           | Nominado  |
| 2014 | Outstanding Supporting Actor in a Drama Series | Daytime Emmy Award      | Days of Our Lives | Ganador   |
| 2003 | Outstanding Newcomer                           | Soap Opera Digest Award | Passions          | Nominado  |